# Кокьюбер, Этьен Шарль де Монбре
Этьен Шарль де Монбре Кокьюбер (фр. Charles Coquebert de Montbret) (родился в Париже 3 июля 1755. Умер в Париже 9 апреля 1831) — консул Франции в Гамбурге и профессор статистики в Школе добыче полезных ископаемых после Великой французской революции (1789—1799). Редактор первого в мире горного журнала Annales des Mines (1794).

## Биография
Этьен Шарль де Монтбрет Кокьюбер — сын советника Счетной палаты Франции. Изучал иностранные языки и увлекался естественными науками. В 1773 году в 18 лет был прикомандирован в качестве секретаря в канцелярии консульства в Версале. В 1774 году отправлен в Гамбург, как комиссар Военно-Морского Флота. В 1777 году и генеральный консул в ганзейских городов. В 1786 году стал преемником своего отца в Счетной палате, до исчезновения заряда в 1791 году. В 1789 году он был отправлен в Дублин как генеральный агент военно-морского флота и торговли, в сопровождении своего сына Эрнеста. С весны 1794 года был назначен руководителем организации новой системы мер и весов (встала от 1 августа 1793 г.)
Потом стал редактором горного журнала «Annales des Mines» (1794). Он активно занимается им до 1800 года. Он читает, переводит и обобщает ряд книг с немецкого языка, — основной язык, используемый горными инженерами и геологами того времени.
Этьен Шарль де Монтбре Кокьюбер преподает курс по физической географии и месторождений полезных ископаемых в горном училище в 1796—1797 гг., а также преподает в других школах.
Однако после временного прекращения публикации журнала, он возвращается к дипломатии. В 1800 году он был ответственным за торговые отношения Франции в Амстердаме. В 1802 году он был направлен в Лондон как генеральный консул, который отвечает за торговые отношения и вопросы, связанные с военнопленными.
В 1806 году он вернулся во Францию и возглавил Бюро Статистики Министерства внутренних дел и стал директором статистики, — высшая административная должность в Департаменте. В 1809 году он стал бароном. Получает орден Почетного легиона (1803, 1819).
В 1810 году он стал директором таможенной службы в Амстердаме, и вскоре после этого, — генеральный секретарь департамента мануфактур и торговли.
Стал генеральным секретарем Министерства мануфактур и торговли от 5 апреля 1814 года.
Вместе с бельгийским геологом и государственным деятелем Жан Батистом Жюльеном д’Омалиус д’Аллуа (фр. Jean Baptiste Julien d'Omalius d'Halloy, 1783—1875) работал в 1810—1812 годах над геологической картой Франции.